# Ороли
Оро̀ли (на италиански: Orroli; на сардински: Arroli, Ароли) е малко градче и община в Южна Италия, провинция Южна Сардиния, автономен регион и остров Сардиния. Разположено е на 550 m надморска височина. Населението на общината е 2430 души (към 2010 г.).
До 2005 г. общината е част от провинция Нуоро.